# John Bunyan

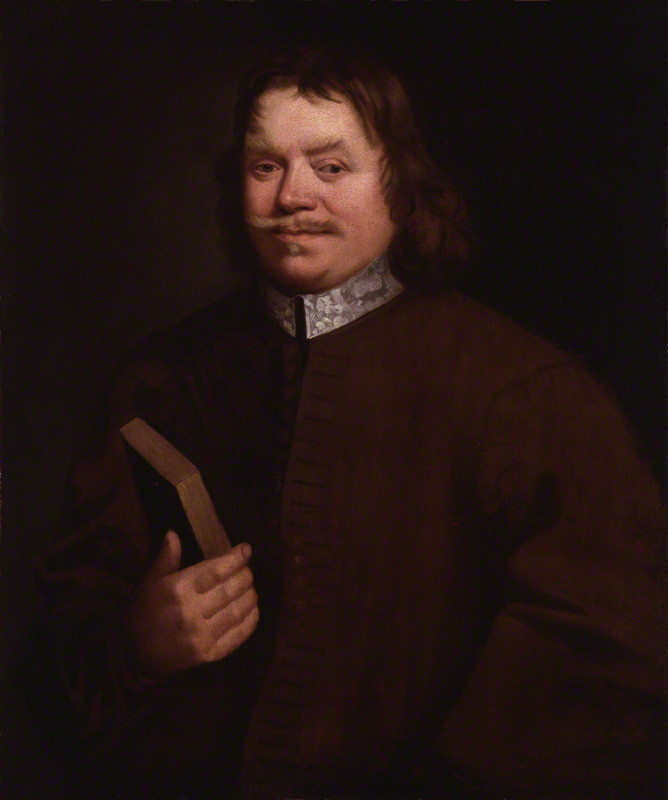
John Bunyan; Gemälde von Thomas Sadler, 1684.

John Bunyan (* 28. November 1628 in Elstow bei Bedford; † 31. August 1688 in London) war ein englischer Baptistenprediger und Schriftsteller.

## Leben und Werk
Bunyan war Sohn des Kesselflickers Thomas Bunyan und seiner Frau Margaret und hatte zwei jüngere Geschwister. Er erhielt eine einfache Schulausbildung und erlernte danach den Beruf seines Vaters. 1644 wurde er im englischen Bürgerkrieg Soldat der Parlamentsarmee und war während der zweieinhalb Jahre seiner Dienstzeit vor allem im Newport Pagnell stationiert. Damals nahm er vermutlich Einflüsse radikaler puritanischer Prediger auf. Nachdem er 1647 nach Elstow zurückgekehrt war, wo er wieder als Kesselflicker arbeitete, durchlebte er eine tiefgreifende geistliche Krise und Bekehrung, die er in seinem 1666 veröffentlichten autobiographischen Werk Grace Abounding to the Chief of Sinners (dt.: Die Gnade Gottes Welche sich erstrecket auf die Größten Sünder, 1698) schildern sollte. Um 1653 schloss er sich durch die Gläubigentaufe im Fluss Ouse der Bedford Separatist Church, einer Baptistengemeinde in Bedford, an und trat bald darauf selbst als Prediger auf.
1648 hatte er geheiratet und war Vater von zwei Töchtern (Mary und Elizabeth) und zwei Söhnen (John und Thomas) geworden. Der Familienname seiner ersten Frau ist unbekannt; ihr Vorname lautete wahrscheinlich Mary und sie lebte ungefähr von 1625 bis 1656. Ihre Frömmigkeit hat die religiöse Entwicklung ihres Mannes entscheidend geprägt. Etwa drei Jahre nach ihrem Tod heiratete Bunyan 1659 seine zweite Frau Elisabeth (ca. 1630–1691), die ihm die beiden Kinder Sarah und Joseph gebar.

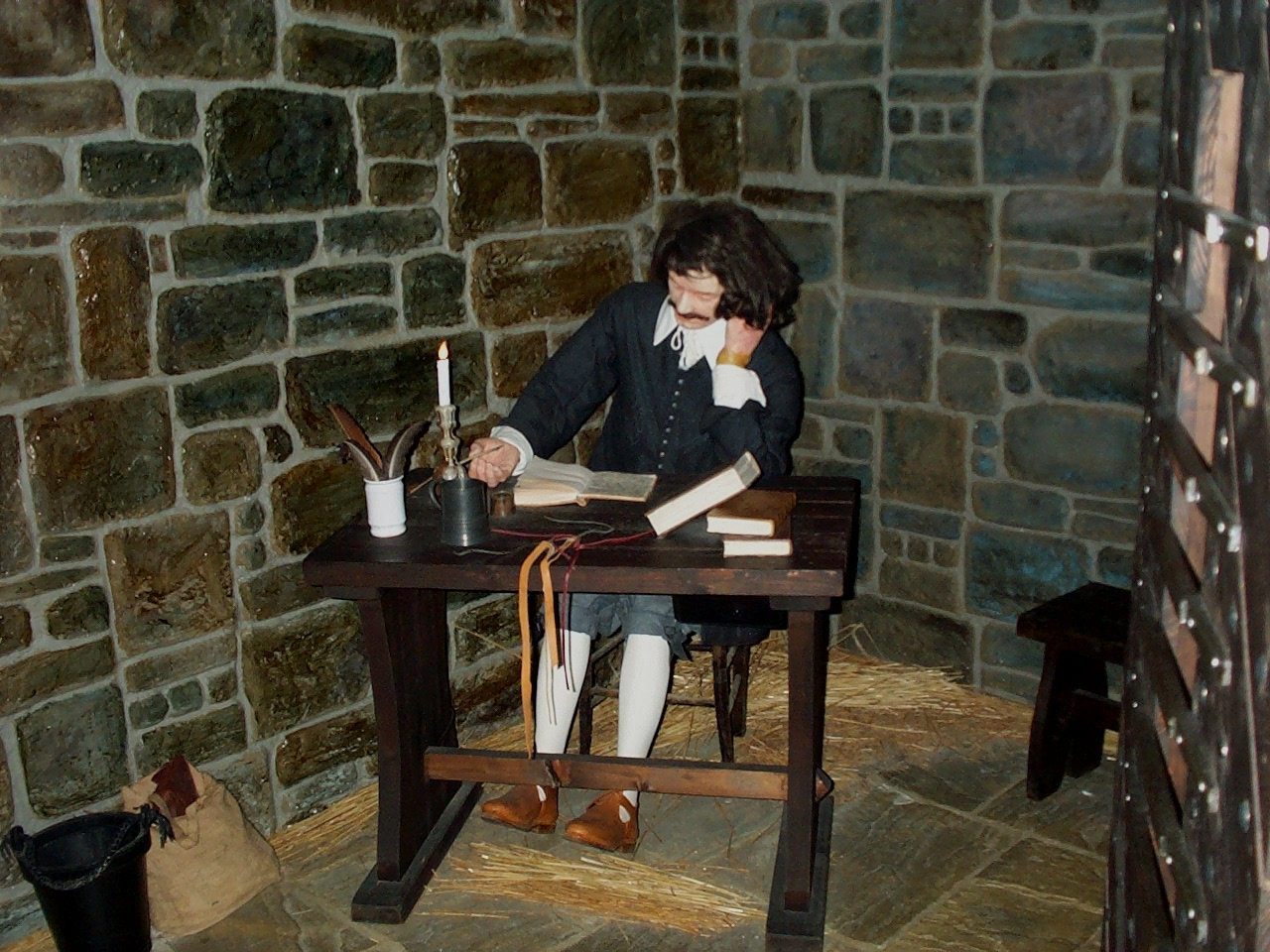
Modellhafte Darstellung Bunyans in seiner Gefängniszelle, John Bunyan Museum, Bedford

Da Bunyan sich nicht der anglikanischen Staatskirche unterstellte und das nach der Restauration der Stuart-Monarchie erlassene Predigtverbot für Nonkonformisten missachtete, wurde er 1660 bei Harlington während eines Gottesdienstes verhaftet. Die nächsten zwölf Jahre musste er im Gefängnis verbringen. Die Haftzeit wurde jedoch offenbar in vergleichsweise liberaler Weise vollzogen, da Bunyan während seiner Inhaftierung nicht nur verschiedene theologische Schriften verfassen, sondern auch in geringem Umfang Geld für den Unterhalt seiner Familie verdienen und mitunter sogar an Treffen seiner Gemeinde teilnehmen konnte. So wob er während seiner Gefängniszeit Strumpf- und Schuhbänder und schrieb ebenfalls mehrere literarische Werke, unter anderem sein autobiographisches Erbauungsbuch Grace Abounding.
Bunyan betrachtete diese lange Zeit der Trennung von seiner Ehefrau und seinen vier Kindern, darunter eine blinde Tochter, als den schwersten Teil einer Prüfung, die er glaubte, um Christi willen auf sich nehmen zu müssen. Seine vorangegangene Bekehrung beschreibt er als Kampf mit Satan, den er zeitweilig in der Form von Tieren oder Gegenständen wahrnimmt. Des Öfteren fühlt er sich wehrlos gegen die Versuchungen und wirft sich in den Schmutz, um sich auf diese Weise an gottlosen Äußerungen zu hindern. Dabei wird ihm das Prädestinationsdogma beinahe zur geistig-seelischen Falle, da es Satan das Argument liefert, dass Bunyan für seine Erlösung nichts tun könne oder aber nichts tun müsse.
Die Rettung findet er, indem sein Glaube an die göttliche Gnade größer ist als die drohende spirituelle Resignation. Formal wendet sich Bunyan in seinem Bekehrungsbericht an seine Familie, de facto richtet sich seine Erbauungsschrift jedoch an die Gemeindeöffentlichkeit, was sich auch in der sehr wirkungsvollen Verknüpfung von persönlichem, bildsprachlichem und faktisch-dokumentarischem Stil spiegelt.

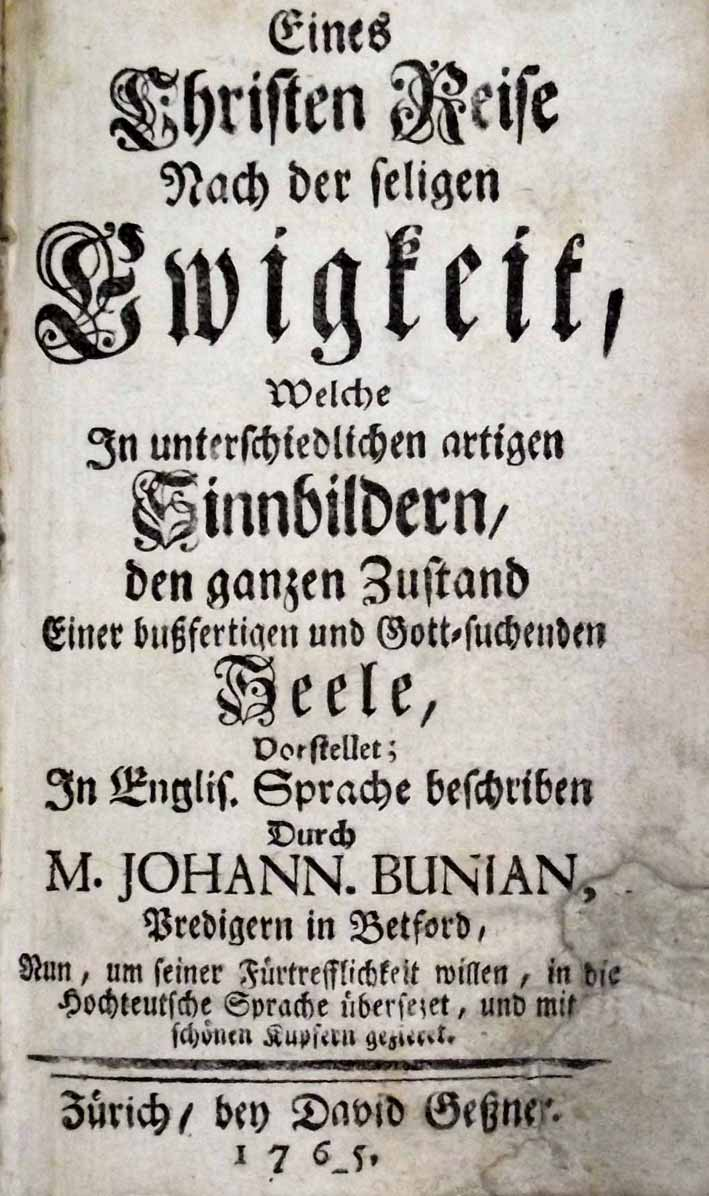
John Bunyan: Eines Christen Reise nach der seligen Ewigkeit, Titelseite der Zürcher Übersetzung von 1765

Der Bischof von Lincoln entließ ihn 1672 aus der Haft, doch 1675 wurde Bunyan erneut wegen Missachtung des Predigtverbots für weitere sechs Monate inhaftiert. In dieser Zeit schrieb er vermutlich einen großen Teil seines 1685 ins Deutsche übersetzten Hauptwerkes Pilgerreise zur seligen Ewigkeit (orig. The Pilgrim’s Progress from This World to That Which Is to Come), einer allegorischen Darstellung des christlichen Glaubensweges, die nach ihrer Erstveröffentlichung 1678 zu einem der bekanntesten Bücher der Weltliteratur wurde.
Im Vergleich zu Grace Abounding weist The Pilgrim’s Progress ein erheblich höheres Maß an Literarizität und Poetisierung auf; der Rahmen eines allegorischen Traumes wird mit einem Reisemotiv verbunden, so dass der innere und zeitliche Prozess der Hinwendung des Menschen zu Gott als äußerer Vorgang der Bewegung auf ein räumliches Ziel erscheint. Während der Bekehrungsbericht stets einzig einen Zwischenstand wiedergeben kann, den der Protagonist erreicht hat, gelangt der Held in Pilgerreise zur seligen Ewigkeit zu einem glücklichen Ende, das allerdings nur im Tode zu finden ist.
Neben der Verwendung von Märchen- und Romanzenmotiven ändert sich in The Pilgrim’s Progress zugleich die bildhafte Schilderung des Teufels, der nicht länger als Besen oder Busch, sondern nunmehr als imposanter Drache erscheint, den der Protagonist Christian mit der Hilfe Gottes im direkten Zweikampf besiegt. Wenngleich durch die Darstellung solcher physischer Konfrontationen die Vorstellung der Prädestination stärker in den Hintergrund gedrängt wird, betont Bunyan auch hier die Gefahr der Verzweiflung, die durch dieses puritanische Dogma gefördert wird. An zentraler Stelle steht in der Pilgerreise zur seligen Ewigkeit insbesondere die allegorische Schilderung des Irdischen als Jahrmarkt der Eitelkeiten, den die teuflischen Dämonen Beelzebub, Apollyon und Legion in der Stadt mit dem symbolischen Namen Vanity eingerichtet haben und der nicht nur die Seele des Menschen bedroht, sondern den treuen Christen sogar das Leben kosten kann.
Die 1684 erschienene Fortsetzung des Werkes The Pilgrim’s Progress from This World to That Which Is to Come: The Second Part bleibt demgegenüber auf der Ebene der äußeren Handlung, die sich aus der spirituellen Transformation ergibt, vergleichsweise ereignislos; offenkundig sollen der Heldin Christiana ähnliche physische Auseinandersetzungen, denen der Protagonist Christian im ersten Teil noch ausgesetzt war, erspart bleiben.
Ironischerweise sorgten die Quäker für Bunyans Freilassung aus dem Gefängnis. Diese hatte er Jahre zuvor in Flugschriften heftigst angegriffen für ihre Überzeugung, dass das "Innere Licht" (oder auch "Innerer Christus") von ihnen – in seinen Augen – über die Bibel gestellt würde. Die Quäker wurden vom König aufgefordert, eine Liste anzufertigen, mit Namen von Gefangenen, die begnadigt werden sollten. Die Quäker setzten dann zu den Namen ihrer Glaubens-Geschwister auch den Namen von John Bunyan, der daraufhin ebenfalls begnadigt wurde. Der Schlagabtausch zwischen John Bunyan und den Quäkern fand in den Jahren 1656–1657 statt. Von John Bunyan stammten die Schriften Some Gospel-Truths Opened und A Vindication of Some Gospel-Truths Opened, in denen er die Glaubensauffassung der Quäker angriff. Auf Seiten der Quäker antwortete ihm Edward Burrough mit The True Faith of the Gospel of Peace und Truth (the Strongest of All) Witnessed Forth. Später ging der Quäker George Fox noch einmal auf die Auseinandersetzung mit The Great Mystery of the Great Whore Unfolded ein.
Zu den bekannteren der rund 60 Werke Bunyans zählt auch die fiktive Verbrecherbiographie The Life and Death of Mr. Badman aus dem Jahre 1680 (deutsche Übersetzung: Mr. Quaats Leben und Sterben oder eines Gottlosen Reise nach dem ewigen Verderben, 1685), in der verschiedene Darstellungsebenen miteinander verbunden werden: Die Beschreibung des Lebens eines Gottlosen wird durch weitere Beispiele eines verwerflichen Handelns ergänzt und in einen moralisierenden Dialog zwischen dem Erzähler und seinem Zuhörer eingebettet; dem Leser wird derart ein abschreckendes Beispiel, jedoch zugleich ein unterhaltsames Spektrum von Verbrechen sowie Untaten und Lastern geboten.

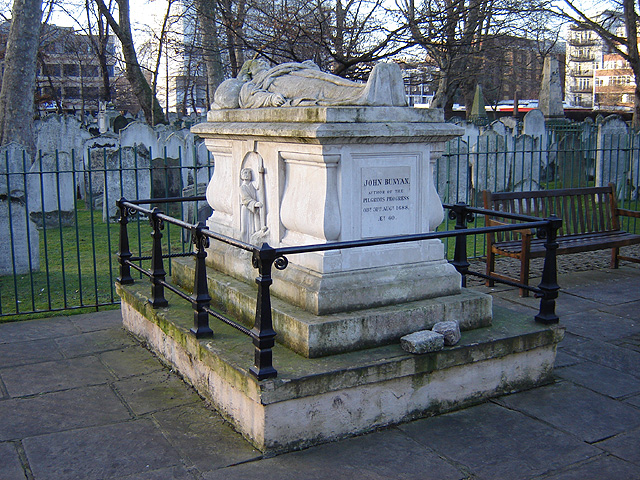
Das Grab von John Bunyan in Bunhill Fields, London

In A Book for Boys and Girls (1686) mit einer Sammlung von 74 emblematischen Lehrgedichten wendet Bunyan sich an Kinder; vorangestellt wird eine kurze Anleitung des Verfassers zur Verbesserung der Lesefähigkeit.
Schon als Prediger übte Bunyan eine nahezu magnetische Anziehungskraft auf seine Zuhörer aus; als Schriftsteller gewann er eine bis weit in das 20. Jahrhundert andauernde Beliebtheit, die wesentlich darin begründet liegt, dass sein wohl berühmtestes Werk The Pilgrim’s Progress in der Literaturwissenschaft und Kritik als eine der repräsentativsten literarischen Gestaltungen des puritanischen Weltbildes gilt, das die englische Kultur entscheidend mitgeprägt hat.
Auch in seinem Spätwerk The Holy War von 1682 (dt.: Der heilige Krieg um die Stadt Menschen-Seele, erstmals übersetzt 1685), das in seinem Handlungsschema an die Tradition der mittelalterlichen Moralitätenspiele anknüpft, greift Bunyan das Bild vom Christen auf, der dem Teufel als Soldat ein Stück seines Reiches oder seiner Macht entreißt – eine Vorstellung, die sich nicht zuletzt während der imperialen Zeit Großbritanniens als einflussreich erwies.
Viele Jahre seines Lebens wurde Bunyan wegen seiner Gesinnung benachteiligt und verfolgt; das Ende der Verfolgungen kam erst im letzten Jahr vor seinem Tod mit der Declaration of Indulgence von 1687 durch Jakob II., die den zuvor unterdrückten Religionsgemeinschaften eine Reihe grundsätzlicher Freiheiten zurückgab. Nach seinem Tod wurde Bunyan auf dem Londoner Dissenter-Friedhof Bunhill Fields bestattet, wo heute noch ein Gedenkstein an ihn erinnert.

## Wichtigste Werke
- 1656: Some Gospel Truths Opened.
- 1659: The Doctrine of the Law and Grace Unfolded.
- 1666: Grace abounding to the Chief of Sinners (Autobiographie); deutsch:
  - Die Gnade Gottes/ Welche sich erstrecket Auff die Grössesten Sünder (1698);
  - Überreiche Gnade für der Sünder Größesten, übers. u. knapp erl. v. Emanuel Hirsch, 1966;
  - Überreiche Gnade: Autobiografie von John Bunyan. 3L Verlag, 2011, ISBN 978-3-941988-34-7 u. a.
- 1678/84: The Pilgrim’s Progress from This World to That Which Is to Come, 2 Bände; deutsch:
  - Eines Christen Reise nach der seeligen Ewigkeit (1694 ff.);
  - Die Pilgerreise nach dem Berge Zion (24. Aufl. 1919);
  - Pilgerreise zur seligen Ewigkeit (1922 ff.);
  - Pilgerreise. Johannis, Lahr 1998 ff. ISBN 3-501-01360-4 u. a.
- 1680: Life and Death of Mr. Badman, 1680; deutsch: Mr. Quaats Leben und Sterben (1694 ff.)
- 1682: The Holy War; deutsch:
  - Der Heilige Krieg: Wie derselbe geführet wird von Christo Jesu... Umb und über Die Menschliche Seele (1694 ff.);
  - Der Heilige Krieg um die Stadt Menschen-Seele, 1928; Neuauflage 2024, ISBN 978-3-98967-617-6.
  - Der Heilige Krieg. Johannis, 2005, ISBN 3-501-01509-7 u. a.
- Der unfruchtbare Feigenbaum. 3. Auflage. Missionsverlag der Evangelisch-Lutherischen Gebetsgemeinschaften, Sennestadt 1995, ISBN 978-3-929602-19-7.

## Gedenktage
- evangelisch: 31. August im Evangelischen Namenkalender[6]
- anglikanisch: 30. August[7]